# Alveopora ocellata
Alveopora ocellata är en korallart som beskrevs av Wells 1954. Alveopora ocellata ingår i släktet Alveopora och familjen Poritidae. IUCN kategoriserar arten globalt som otillräckligt studerad. Inga underarter finns listade i Catalogue of Life.